# Spectral Display
Spectral Display var er et new wave-band fra Holland, der eksisterede fra 1982-1984. Det var dannet omkring Michel Mulders. Gruppen havde et hit med sangne "It takes a muscle to fall in love".

## Diskografi
- Spectral Display (1982), EMI
- Too Much Like Me (1984), EMI

### Singler
- "It Takes A Muscle To Fall In Love" (1982), EMI
- "There A Virus Going Round" (1982), EMI
- "Electric Circus" (1982), EMI
- "Danceable" (1984), EMI
- "Legendary " (1984), EMI
- "Too Much Like Me" (1984), EMI